# 马里库尔
马里库尔（法語：Maricourt，法語發音：[maʁikuʁ]）是法国上法蘭西大區索姆省的一个市镇，属于佩罗讷区。

## 地理
马里库尔（49°58'50"N, 2°47'6"E）面积7.52 平方千米，位于法国上法蘭西大區索姆省，该省份为法国北部沿海省份，北起加来海峡省和北部省，西接滨海塞纳省和大西洋英吉利海峡，南至瓦兹省，东临埃纳省。
与马里库尔接壤的市镇（或旧市镇、城区）包括：皮卡第地区蒙托邦、屈尔吕、埃克吕谢沃、阿尔德库尔欧布瓦、苏珊、卡尔努瓦-马梅。

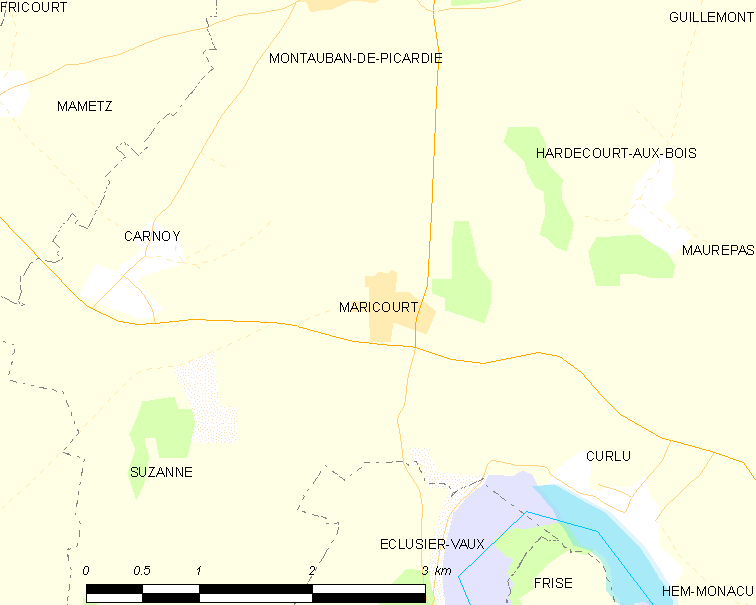
马里库尔的OSM定位图

马里库尔的时区为UTC+01:00、UTC+02:00（夏令时）。

## 行政
马里库尔的邮政编码为80360，INSEE市镇编码为80513。

## 政治
马里库尔所属的省级选区为阿尔贝县。

## 人口

1962-2008年间马里库尔人口变化图示

马里库尔于2022年1月1日时的人口数量为179人。